# 愛子 (作家)
愛子，台灣作家、小說家，另一個筆名為傀儡那拉(Dollnora)，2014年角川華文輕小說大賞Girl's Side金賞作者，得獎作品為《公主幫幫忙：隨身攜帶廚師的才是真勇者》，描述一位擁有怪力與大食量的公主，化身勇者，拯救魔王的故事。
此屆2014年大賞為角川華文小說大賞首次出現Girl's Side項目。

## 腳註
1. ↑  https://www.facebook.com/kadokawa5566/posts/263684967158033
2. ↑  .   [2014-07-24]. （原始内容存档于2014-07-27）.

## 外部連結
- 玩偶之家(愛子&那拉個人主頁) （页面存档备份，存于）